# Festival LGBT-filma
Festival LGBT-filma, ki od leta 1984 poteka v Ljubljani, je najstarejši tovrstni filmski festival v Evropi.
Festival organizira Društvo ŠKUC v Slovenski kinoteki in na spremljevalnih lokacijah po Sloveniji. Festival poteka dober teden dni v novembru ali decembru. Prikazuje filme z LGBT-temami in motivi, pri čemer se ne omejuje na kratico LGBT v ožjem pomenu, ampak vključuje tudi filme z drugo neheteroseksualno in necisspolno tematiko, kot je na primer interspolnost.

## Zgodovina festivala
Za prvo izvedbo festivala se šteje prvi festival Magnus, ki ga je priredil Škuc-Forum na več lokacijah v Ljubljani: v Galeriji Škuc, v KinoŠkucu, na Filozofski fakulteti in v Disku FV. Festival so organizirali Bogdan Lešnik, Aldo Ivančić, Marina Gržinić, Barbara Borčić, Neven Korda in Zemira Alajbegović.
Od leta 1984 festival neprekinjeno poteka vsako leto. Izjema je bilo leto 1987, ko je bil četrti festival Magnus kljub pripravljenemu programu odpovedan zaradi političnih pritiskov, ki so temeljili na sklicevanju na tveganost mednarodnega shajanja gejev zaradi izbruha aidsa.
Festival se je večkrat soočal s pomanjkanjem finančnih sredstev. Leta 1996 so organizatorji in organizatorke festivala na ministrstvu za kulturo neuspešno vložili prošnjo za dovoljenje za predvajanje filmov brez prevodov, ker bi bili stroški prevajanja za nekomercialni festival preveliko finančno breme. Filme na 12. festivalu so zato prevajali simultano.
Od leta 1994 je glavna lokacija festivala bodisi Kinodvor (v letih od 2004 do 2008) bodisi Slovenska kinoteka. Od leta 2004 festival vsako leto poteka na vsaj še eni spremljevalni lokaciji zunaj slovenske prestolnice.
Leta 2013 so najboljše filme začeli nagrajevati z rožnatimi zmaji, naslednje leto pa je festival dobil zdajšnje ime. Pred tem je bilo zadnje ime festivala Festival gejevskega in lezbičnega filma.
Leta 2017 je bila ena izmed spremljevalnih lokacij festivala prvič zunaj meja Republike Slovenije. Dve projekciji sta bili v kinu Ariston v Trstu.
Leta 2018 je festival prvič dobil večjo finančno podporo Slovenskega filmskega centra, festivalska žirija, ki je ocenjevala igrane filme, pa je bila prvič mednarodna. Na otvoritvi festivala v Kinodvoru je bil prikazan prvi slovenski profesionalni gejevski film, Posledice.
Leta 2020 je festival zaradi ukrepov proti širjenju nove koronavirusne bolezni potekal na spletu in brez festivalskih gostov. Brezplačno so predvajali 18 celovečernih in dokumentarnih ter 17 kratkih filmov. Zaradi epidemije mednarodna žirija ni zasedala; podelili so le rožnatega zmaja za najboljši film po izboru občinstva.
Leta 2023 se je pred otvoritvijo festivala zgodil homofobični incident. Štirje najstniki so iznad vhoda v Kinodvor strgali mavrično zastavo in jo zažgali. Med drugimi so to dejanje kmalu obsodili predsednica države, predsednik vlade in ministrica za kulturo.
Leta 2024 je jubilejno, 40. izvedbo festivala otvorila predsednica Republike Slovenije Nataša Pirc Musar, ki je v Kinodvoru pred prvo projekcijo nagovorila občinstvo.
Festival je v preteklih letih privabil več znanih slovenskih in tujih filmskih ustvarjalk in ustvarjalcev, ki so sodelovali na festivalskih pogovorih in okroglih mizah. Med njimi so bili Ljerka Belak, Diego del Rio, Popo Fan, Marcel Gisler, Dzeli Hadzidimitriu, Barbara Hammer, Venci Kostov, Kat Rohrer in Maja Weiss.

## Nagrade po letih
2024
- Rožnati zmaj žirije za najboljši film:   Asog (Seán Devlin)
- Rožnati zmaj občinstva za najboljši film:  Kakšen občutek (What a Feeling) (Kat Rohrer)
- Rožnati zmaj za najboljši slovenski kratki film:   Vmes (Petra Hrovatin)

2023
- Rožnati zmaj žirije za najboljši film:   Liuben (Venci Kostov)
- Rožnati zmaj občinstva za najboljši film:  Vsa tišina (Todo el silencio) (Diego del Rio)
- Rožnati zmaj za najboljši slovenski kratki film:  Alma, neuklonljiva ženska (A Worldly Woman of Indomitable Spirit) (Huiqin Wang, Andrej Kamnik)

2022
- Rožnati zmaj žirije za najboljši film:  Trije turobni tigri (Três Tigres Tristes) (Gustavo Vinagre)
- Rožnati zmaj občinstva za najboljši film:    Nelly & Nadine (Magnus Gertten)
- Rožnati zmaj za najboljši slovenski kratki film:  Marjetica v postelji (Daisy Bed) (Alen in Robi Predanič)

2021
- Rožnati zmaj žirije za najboljši film:  Kolibrijeva hiša (Beolsae) (Bora Kim)
- Rožnati zmaj občinstva za najboljši film:  Tove (Zaida Bergroth)

2020
- Rožnati zmaj občinstva za najboljši film:  Dobrodošli v Čečeniji (Welcome to Chechenya) (David France)

2019
- Rožnati zmaj žirije za najboljši film:    Nož v srce (Couteau dans le coeur) (Yann Gonzalez)
- Rožnati zmaj občinstva za najboljši film:  Portret mladenke v ognju (Portrait de la jeune fille en feu) (Céline Sciamma)

2018
- Rožnati zmaj žirije za najboljši film:  Surova barva (Tinta bruta) (Felipe Matzembacher, Marcio Reolon)
- Rožnati zmaj občinstva za najboljši film:  Freak Show (Trudie Styler)

2017
- Rožnati zmaj žirije za najboljši film:  120 utripov na minuto (120 battements par minute) (Robin Campillo)
- Rožnati zmaj občinstva za najboljši film:  Chavela (Catherine Gund, Daresha Kyi)
- Rožnati zmaj za najboljši slovenski kratki film:  Po gladini (Blaž Slana)

2016
- Rožnati zmaj žirije za najboljši film:  Theo in Hugo v istem čolnu (Théo et Hugo dans le même bateau) (Olivier Ducastel, Jacques Martineau)
- Rožnati zmaj občinstva za najboljši film:  Transspolna življenja v Sloveniji (Michelle Emson)

2015
- Rožnati zmaj žirije za najboljši film:  Margarita s slamico (Margarita, With a Straw) (Shonali Bose)
- Rožnati zmaj občinstva za najboljši film:     Kako (vsakič) zmagati v dami (How to Win at Checkers (Every) Time) (Josh Kim)

2014
- Rožnati zmaj žirije za najboljši film:  Matterhorn (Diederik Ebbinge)
- Rožnati zmaj občinstva za najboljši film:  Danes bi se vrnil sam (Hoje Eu Quero Voltar Sozinho) (Daniel Ribeiro)
- Rožnati zmaj za najboljši slovenski kratki film:  Božja napaka (God's Mistake) (Eva Matarranz, Anna Savchenko)

2013
- Rožnati zmaj žirije za najboljši film:  Jošiko in Juriko (Yuriko, dasuvidânya) (Sači Hamano)
- Rožnati zmaj občinstva za najboljši film:  Rosie (Marcel Gisler)